# Oberdorf (Basel-Landschaft)

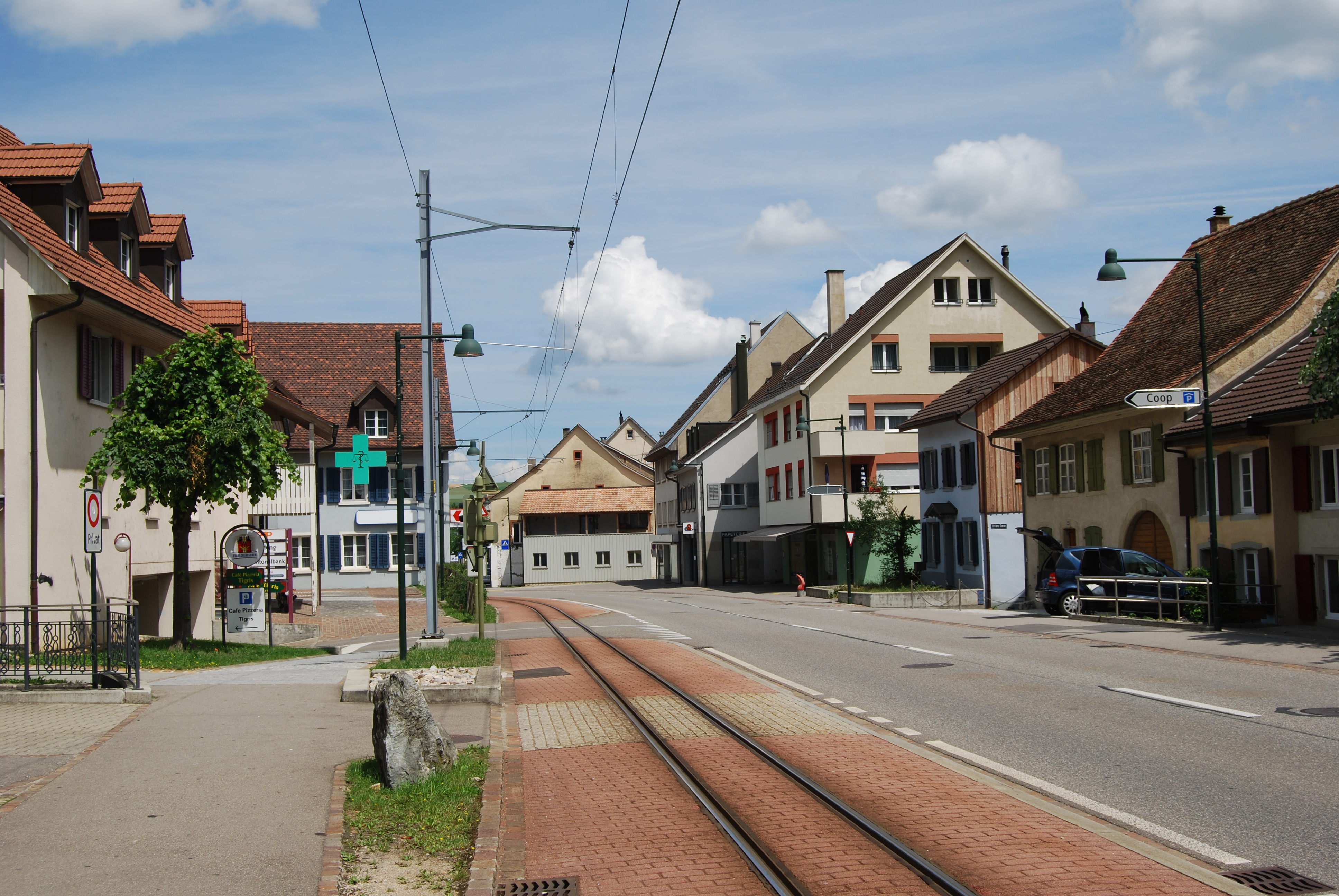
Oberdorf

Oberdorf is een gemeente en plaats in het Zwitserse kanton Basel-Landschaft, en maakt deel uit van het district Waldenburg.
Oberdorf telt 2.341 inwoners.